# 686
Évszázadok: 6. század – 7. század – 8. század
Évtizedek: 630-as évek – 640-es évek – 650-es évek – 660-as évek – 670-es évek – 680-as évek – 690-es évek – 700-as évek – 710-es évek – 720-as évek – 730-as évek
Évek: 681 – 682 – 683 – 684 –  685 – 686 – 687 – 688 – 689 – 690 – 691

## Események

### Európa
- II. Iusztinianosz bizánci császár egyesíti a császári és consuli címeket, ezzel a császárok de iure is az állam fejévé válnak.
- A Frank Birodalomban meghal Waratton, Neustria és Burgundia majordomusa. Utóda veje, Berchar, aki megpróbálja megszerezni Austrasiát is és hadat üzen Herstali Pippin majordomusnak.
- Cædwalla wessexi király elfoglalja Wight szigetét és megöli az ottani jütök királyát, Arwaldot. Arwald két öccse elmenekül, de árulás révén elfogják és kivégzik őket. Cædwalla kijelenti, hogy kiirtja a jütöket és saját népét telepíti a szigetre, de erre végül nem kerül sor.
- Cædwalla megtámadja Kentet, elűzi Eadric királyt és saját fivérét, Mult ülteti a trónra.
- Meghal V. Ioannes pápa. Utódjául Conont választják meg.[1]

### Arab Kalifátus
- Abd al-Malik kalifa Irakba küldi hadvezérét, Ubajdalláh ibn Zijádot, hogy elfoglalja a szakadár tartományt és leverje Muhtár al-Takafí felkelését. A háziri csatában azonban a kalifa számbeli fölényben lévő serege döntő vereséget szenved, ibn Zijád is elesik. Abd el-Malik a következő öt évre feladja iraki ambícióit és Szíria megtartására koncentrál.

### Japán
- 54 éves korában meghal Tenmu japán császár. A trónon özvegye, Dzsitó császárnő (aki egyúttal Tenmu unokahúga) követi. Dzsitó lázadás szításával vádolja és öngyilkosságra kényszeríti Tenmu fiát, Ócu herceget, hogy saját fia, Kuszakabe örökölje a trónt.

## Halálozások
- augusztus 2. – V. Ioannes, római pápa[1]
- október 1. - Tenmu, japán császár
- Eadric, kenti király
- Ubajdalláh ibn Zijád, arab hadvezér
- Waratton, frank majordomus

## Fordítás
- Ez a szócikk részben vagy egészben  a(z)   686 című angol Wikipédia-szócikk ezen változatának fordításán alapul.  Az eredeti cikk szerkesztőit annak laptörténete sorolja fel. Ez a jelzés csupán a megfogalmazás eredetét és a szerzői jogokat jelzi, nem szolgál a cikkben szereplő információk forrásmegjelöléseként.